# Microrégion de Campo Mourão
La microrégion de Campo Mourão est l'une des deux microrégions qui subdivisent le centre-ouest de l'État du Paraná au Brésil.
Elle comporte 14 municipalités qui regroupaient 205 493 habitants en 2006 pour une superficie totale de 7 069 km².

## Municipalités[1]
- Araruna
- Barbosa Ferraz
- Campo Mourão
- Corumbataí do Sul
- Engenheiro Beltrão
- Farol
- Fênix
- Iretama
- Luiziana
- Mamborê
- Peabiru
- Quinta do Sol
- Roncador
- Terra Boa